# Histoire du métro de Lyon

Station de métro Perrache, entre 1978 et 1982.

Cet article se concentre sur l'histoire du réseau de métro de l'agglomération de Lyon. Pour un article plus général voir Métro de Lyon.
L'histoire du métro de Lyon débute en 1862, avec la mise en service du funiculaire souterrain de la rue Terme, aujourd'hui fermé. Ce chemin de fer urbain électrique et souterrain constitue alors une première au monde et préfigure les futurs métros des grandes villes européennes.
À la fin du XIXe siècle, alors que Lyon croît et s'industrialise, les premières réflexions sur un chemin de fer métropolitain ont lieu et donnent naissance à une série de projets qui ne se concrétiseront pas. Fortes de l'exemple parisien, les réflexions reprennent ensuite à partir des années 1930 afin de pallier la saturation des tramways de surface. C'est dans les années 1960, sous l'impulsion du maire Louis Pradel, que le projet de métro lyonnais se concrétise enfin. À la tête de la Société d'économie mixte de l'agglomération lyonnaise (SEMALY), l'ingénieur René Waldmann réalise les premières esquisses de ce qui deviendra le réseau actuel. Après plusieurs remaniements, le projet aboutit finalement sur un réseau de deux lignes sur pneumatiques, complétées par la ficelle de Croix-Paquet qui doit être modernisée pour l'occasion.
Une première étape dans la réalisation du métro est franchie en 1974 avec l'ouverture de la ligne C entre les stations Croix-Paquet et Croix-Rousse. Il s'agit de la conversion de l'ancien funiculaire, entièrement rénové et transformé en train à crémaillère. Le 28 avril 1978, les lignes A et B sont inaugurées simultanément, reliant respectivement Perrache à Laurent Bonnevay ainsi que Part-Dieu à Charpennes. La ligne C est prolongée jusqu'à Hôtel de Ville pour être mise en correspondance avec le nouveau réseau. Le développement du réseau se poursuit ensuite avec l'extension des lignes B et C. La SEMALY lance ensuite la réalisation d'une quatrième ligne d'orientation est-ouest, la ligne D. Après plusieurs retards, celle-ci ouvre le 9 septembre 1991. L'année suivante, elle est étendue et bascule en conduite automatique intégrale grâce au système MAGGALY, qui fait de Lyon une pionnière en matière de métro automatique. Le développement du réseau continue ensuite de façon sporadique, avec l'ouverture de plusieurs extensions entre 1997 et 2013, qui portent la longueur du réseau à 32 km et 40 stations. Les années 2010 sont marquées par l'automatisation de la ligne B et l'émergence d'un projet de cinquième ligne.

## Les origines (1862-1963)
On peut faire remonter l'origine du métro de Lyon à 1862, année laquelle ouvre le funiculaire de la rue Terme permettant l'accès à la Croix-Rousse. Pour la première fois au monde, un chemin de fer partiellement souterrain assure la desserte d'une zone urbaine. Le métro de Londres, premier réseau de l'histoire, n'ouvrira qu'en 1863. À partir des années 1890, devant la croissance de la ville de Lyon, de nombreux projets voient le jour pour la construction d'un chemin de fer métropolitain, à l'instar du réseau inauguré en 1900 à Paris. L'ingénieur Jean-Baptiste Berlier, également concepteur du Nord-Sud parisien, propose une ligne entre Perrache et la Croix-Rousse, complétée par une perpendiculaire reliant Vaise à Villeurbanne avec une correspondance aux Terreaux. Mais le projet ne se concrétise pas, victime du lobbyisme de l'OTL, puissant exploitant des tramways de Lyon.
Dans les années 1930, l'OTL mandate Marc Langevin de la Compagnie du chemin de fer métropolitain de Paris (CMP) pour étudier la modernisation et la mise en souterrain d'une partie du réseau de tramway afin de résoudre les problèmes croissants de circulation. Les projets sont cependant abandonnés à cause de la Seconde Guerre mondiale. À la Libération, la priorité est donnée à l'automobile et le tramway est démantelé en 1957.

## Naissance du métro (1963-1978)

### Premières esquisses
Le projet de métro se concrétise finalement en 1963, à l'initiative des milieux économiques lyonnais. L'augmentation de la circulation automobile et la capacité limitée des réseaux de bus et de trolleybus nécessitent en effet la création d'un transport en commun en site propre. Le maire de Lyon, Louis Pradel, hésite pendant plusieurs années avant de devenir l'un des plus ardents promoteurs du métro. Les études sont notamment confiées à la SOFRETU, filiale d'ingénierie de la Régie autonome des transports parisiens (RATP), ainsi qu'à René Waldmann, un ingénieur des ponts et chaussées.
Plusieurs schémas de réseaux sont proposés dont un en forme de « H » avec une ligne nord-sud desservant la presqu'île et une ligne est-ouest partant des Cordeliers, avant de se diviser en deux branches vers Villeurbanne et Grange Blanche. L'idée d'exploiter un réseau avec des troncs communs rencontre cependant l'opposition des ingénieurs de la SOFRETU, attachés aux solutions techniques éprouvées sur le métro de Paris, et de Louis Pradel qui milite pour reprendre l'itinéraire de la ligne de bus no 7, alors la plus chargée du réseau et surnommée « la bétaillère » par les Lyonnais. Le principe retenu pour la première ligne est donc d'un celui d'un tracé reliant la gare de Perrache, sur la presqu'île de Lyon, au quartier de Cusset à Villeurbanne. Ce parcours, qui est celui de la ligne no 7, est également un symbole politique puisqu'il relie les deux principales villes de l'agglomération lyonnaise. La gare des Brotteaux, située légèrement en retrait par rapport à cet axe, doit être rendue accessible par un triangle ferroviaire et un système de rebroussement des trains.
Mais en 1965, l'État décide de subordonner sa participation financière à la desserte du quartier de la Part-Dieu où est prévue une importante opération immobilière ainsi que la création d'un centre de commandement. En 1966, on décide donc que l'antenne des Brotteaux sera étendue jusqu'à la Part-Dieu en divisant la première ligne en deux missions : Perrache - Part-Dieu et Perrache - Villeurbanne. On envisage ultérieurement de prolonger la branche de la Part-Dieu vers Vaulx-en-Velin, sur l'emprise du chemin de fer de l'Est lyonnais (CFEL). En outre, on décide de la modernisation du funiculaire de Croix-Paquet et de son extension afin d'établir la correspondance avec le nouveau réseau. En 1967 est fondée la communauté d'agglomération de Lyon, la COURLY, dont la présidence est confiée à Louis Pradel.
En 1968, devant l'avancée du projet, l'agglomération décide de fonder la Société d'économie mixte de l'agglomération lyonnaise (SEMALY), émanation du Syndicat des transports en commun lyonnais (STCL) dont le but est de concevoir le futur réseau. Cette nouvelle structure permet ainsi d'éviter la mainmise sur le projet de la SOFRETU et des TCL, successeurs de l'OTL. La direction de la SEMALY est confiée à René Waldmann.
En 1969, une station « prototype » est aménagée dans les sous-sol du nouveau centre de la Part-Dieu, marquant symboliquement le début de la réalisation du métro. Les ingénieurs et architectes de la SEMALY accordent en effet un soin particulier à la conception de futures stations et cherchent à créer un métro innovant, qui inclurait des commerces et des services dans les stations. Cette même année, un schéma de réseau complet est présenté, la ligne Perrache - Cusset devant en constituer le premier maillon. À terme, il est prévu que de multiples ramifications vers les quartiers périphériques se raccordent à une boucle centrale passant par Bellecour, l'hôtel de ville, la Part-Dieu et la Guillotière. Les correspondances entre lignes seraient ainsi grandement facilitées puisqu'il suffirait au voyageur de descendre sur le quai pour attendre le train suivant. Les raccordements entre les lignes doivent s'effectuer grâce à des triangles ferroviaires où les voies sont superposées.

### Projet définitif
L'État se montre cependant réticent à financer le métro de Lyon car la majorité des financements sont alors alloués à la construction du Réseau Express Régional (RER) en région parisienne. Il tente dans un premier temps de mettre en concurrence les projets de Lyon et de Marseille, mais le lobbyisme de leurs maires respectifs, Louis Pradel et Gaston Defferre, finira par convaincre l'État de la nécessité des deux projets. Afin de réaliser des économies, l'État décide toutefois en 1971 d'organiser un concours pour la réalisation des métros de Lyon et de Marseille. Cette décision sème la consternation parmi les élus lyonnais qui voient des années d'études remises en cause.
Finalement le groupe CGE, désigné pour la construction du métro de Lyon, apporte ainsi plusieurs modifications au projet de la SEMALY. Pour demeurer au-dessus de la nappe phréatique de la presqu'île, située à seulement 5 m sous la surface, et ainsi réduire les coûts de construction, le réseau doit désormais être construit à fleur de sol. Sur la Presqu'île, le tracé est déplacé sous la rue de la République et non plus sous la rue Édouard Herriot. Le franchissement du Rhône n'est plus prévu en souterrain mais dans le tablier du pont Morand, qui doit être reconstruit pour l'occasion. Quant au triangle initialement prévu au niveau des Brotteaux, il est ajourné et remplacé provisoirement par une simple navette, la ligne B, reliant la station Charpennes à la Part-Dieu. À cela s'ajoute une ligne C, issue de la transformation du funiculaire de Croix-Paquet et rejoignant la ligne A à Hôtel de Ville.
Le matériel roulant choisi est un métro à roulement sur pneumatiques, basé sur la technologie développée à Paris dans les années 1950 par la RATP et Michelin. Le gabarit des rames est particulièrement généreux, avec une largeur intérieure des caisses de 2,90 m. Cette solution, ardemment défendue par René Waldmann face au gabarit étroit prôné par la SOFRETU, permet d'assurer un confort maximal pour les voyageurs. La ligne C, qui comprend une rampe de 17,5 % inadaptée à du matériel classique, doit en revanche être équipée d'un matériel à crémaillère, sur fer et électrifié par ligne aérienne de contact.

### Construction du réseau initial

#### Transformation du funiculaire de Croix-Paquet
En prélude à la construction du métro, le funiculaire de Croix-Paquet est fermé le 2 juillet 1972 pour être transformé en chemin de fer à crémaillère. L'état de dégradation important du funiculaire nécessite en effet de réaliser sa modernisation en urgence. La station Croix-Paquet est remaniée pour servir de terminus provisoire et accueillir un atelier de petite révision. Il est prévu de la supprimer une fois l'extension à l'hôtel de ville réalisée. Le tunnel de l'ancien funiculaire est réutilisé pour le passage de la future ligne C. La voie est remplacée et la caténaire installée. En revanche, la gare supérieure de la Croix-Rousse est démolie et remplacée pour une nouvelle station située sous le boulevard du même nom, accessible par une courbe de 80 m de rayon. Par mesure d'économie, le nouveau terminus est provisoire doté d'un seul quai et d'une voie unique, avec un rebroussement en avant-gare.
La crémaillère est inaugurée le 6 décembre 1974 entre les stations Croix-Paquet et Croix-Rousse. Elle est exploitée grâce à deux automotrices commandées à la compagnie suisse SLM. Cette mise en service marque la première étape de la création du métro lyonnais.

#### Construction des lignes A et B

Travaux du métro de Lyon, entre 1975 et 1976.

La solution adoptée pour la construction des lignes A et B est celle de la tranchée couverte, qui permet de réduire les coûts en construisant le métro à faible profondeur. Les travaux sont menés à ciel ouvert et bouleversent totalement le centre-ville de Lyon. La place Bellecour et la rue de la République - qui doit être piétonisée à l'issue des travaux - sont éventrées. Au terminus de Perrache, le métro s'insère au niveau du sol dans un cadre en béton, en dessous du nouveau centre d'échange. Le franchissement du Rhône nécessite la reconstruction du pont Morand. Le nouvel ouvrage, construit parallèlement à l'ancien, comprend un espace dans le volume de son tablier afin d'accueillir les deux voies de la ligne A. Une technique similaire est utilisée au terminus Laurent Bonnevay pour le franchissement du périphérique lyonnais.
La station Charpennes est conçue comme un point de correspondance entre les lignes A et B. Par mesure d'économie, la branche oriental du triangle initialement prévu est réduite à une voie, et l'emplacement de la deuxième voie laisse sa place à un quai unique qui accueille le terminus de la ligne B. Un couloir permet de relier ce quai à la station de la ligne A, située au même niveau. À la station Hôtel de Ville, le terminus de la ligne C est construit sous la station de la ligne A dans un ouvrage unique, permettant une correspondance efficace.

## Ouverture et premiers développements (1978-1992)

### Inauguration et mise en service
Le 28 avril 1978, le métro de Lyon est solennellement inauguré par Valéry Giscard d'Estaing, président de la République, et Raymond Barre, Premier ministre, en présence des maires de Lyon, Francisque Collomb et de Villeurbanne, Charles Hernu. Le réseau est ouvert au public le 2 mai. La ligne A relie les stations Perrache et Laurent Bonnevay tandis que la ligne B effectue la navette entre Charpennes et Part-Dieu. Elles sont exploitées grâce à des rames MPL 75 sur pneumatiques. La ligne C est quant à elle prolongée de Croix-Paquet à Hôtel de Ville par la même occasion.

Entrée d'une station de métro de la ligne A en 1978.

Le 8 octobre 1980, la barre du cent millionième voyageur du métro lyonnais est atteinte. Les TCL organisent à cette occasion un grand concours relayé à grand renfort d'affichage sur les murs des stations et des planimètres Decaux. À cette époque, cinq voyageurs par seconde sont comptabilisés en heure de pointe dans le métro de Lyon.

### Premières extensions
Avant même la mise en service du métro, les TCRL décident en 1976 du lancement de l'extension de la ligne B depuis la Part-Dieu jusqu'à la station Jean Macé. Elle est déclarée d'utilité publique le 4 août 1978. Ce nouveau tronçon, qui comprend trois nouvelles stations, est construit sur le même modèle que les précédents, à fleur de sol. Seule la station Saxe - Gambetta est construite en profondeur pour permettre le passage de la future ligne est-ouest. Les travaux sont menés sans difficultés particulières et le prolongement est ouvert le 14 septembre 1981.
Il est ensuite décidé de prolonger la ligne C depuis la Croix-Rousse jusqu'à la commune de Caluire-et-Cuire, en première étape d'une hypothétique desserte de Sathonay et Rillieux-la-Pape. Ce projet a été l'objet de nombreux débats en les partisans d'une extension et ceux préconisant une rupture de charge avec la création d'une ligne de tramway ou de trolleybus. La déclaration d'utilité publique intervient le 29 avril 1981 et prévoit la création de la nouvelle station Hénon ainsi que d'un nouvel atelier de maintenance. Le maire de Caluire-et-Cuire obtient finalement l'ajout d'une seconde station à la limite de sa commune, Cuire, tirant partie de la voie d'accès à l'atelier. Celle-ci est établie de façon minimale avec un quai et une voie. L'extension suit le boulevard des Canuts puis réutilise la plateforme de l'ancienne ligne ferroviaire de Lyon-Croix-Rousse à Trévoux jusqu'à la station Cuire, établie au niveau du sol. La station Croix-Rousse est profondément remaniée avec son allongement et la création d'un quai et d'une voie supplémentaires parallèlement au terminus existant. L'extension à Cuire est mise en service le 10 décembre 1984.

### La ligne D et MAGGALY
Prévue des les premiers schémas des années 1960, le projet de ligne est-ouest avait été relégué à une phase ultérieure, la priorité étant donnée à la création lignes A et B. Les TCRL confirment finalement la réalisation de cette ligne le 22 mars 1976, sur un itinéraire de Saint-Jean à Parilly avec une traversée souterraine de la Saône et du Rhône. En 1981 le projet est étendu à l'ouest jusqu'à Gorge de Loup puis, en 1982, à l'est jusqu'à la gare de Vénissieux.
La ligne, dont l'ouverture est alors prévue pour 1988, est déclarée d'utilité publique le 16 décembre 1983 pour la section Saint-Jean - Vénissieux. Cependant, la construction du tronçon sous la presqu'île, entre le Vieux-Lyon et la Guillotière, s'annonce particulièrement complexe dans des terrains boueux. La SEMALY retient la solution d'un ouvrage bitube percé grâce à des tunneliers à pression de boue. Le creusement du tube nord débute le 27 juillet 1984. Mais très vite, sous le Rhône, le tunnelier va se heurter à des pieux en bois issus de l'ancien pont de la Guillotière ce qui oblige à congeler le sol pour continuer la progression. Ce sont ensuite des blocs de pierre provenant du même pont qui sont découverts dans le lit du fleuve et doivent être retirés au préalable par des équipes de plongeurs. Alors que le tunnelier devait avancer de 3,75 m par jour et réaliser l'ouvrage en quelques mois, ce n'est que le 17 avril 1986 que le percement est achevé. Le tunnelier est alors transporté jusqu'à la Guillotière puis remonté pour percer le tube sud. Grâce à l'expérience acquise, les travaux sont achevés dès le 27 mars 1987. Les travaux de la section allant de la Guillotière à Vénissieux sont réalisés de 1984 et 1987, principalement en tranchée couverte, et ne rencontrent pas de difficultés majeures. Le 20 juin 1986 la section de Saint-Jean à Gorge de Loup est déclarée d'utilité publique. Elle implique une tunnel sous la colline de Fourvière, qui est achevé le 7 novembre 1988. À la fin de l'automne 1989 la voie est posée sur l'ensemble de la ligne, marquant la fin des travaux de génie civil.
En parallèle des travaux, les élus lyonnais s'intéressent à la technologie du métro automatique qui est déployée à Lille depuis 1983 avec l'inauguration de la première ligne de VAL au monde. Alors que la ligne est-ouest devait être exploitée avec des rames à conduite manuelle classique, la SEMALY revoit donc sa copie et est chargée en 1985 d'étudier l'automatisation intégrale des trains. Le système, baptisé MAGGALY, est validé par le SyTRAL (nouveau nom des TCRL) le 13 décembre 1985. En février 1987 le marché est attribué à un groupement composé des entreprises Matra, Alsthom, Jeumont-Schneider et CSEE. Mais alors que la future ligne D accuse déjà deux ans de retard, la mise au point de MAGGALY va enchaîner les difficultés et causer une importante dérive des coûts. Initialement estimée à 300 millions de francs, la facture totale atteindra les 800 millions de francs. Le nouveau maire de Lyon, Michel Noir, qui s'était opposé à l'automatisation de la ligne, exclut alors la SEMALY de la maîtrise d'ouvrage de la ligne. Son directeur historique René Waldmann, concepteur du métro de Lyon, est critiqué pour sa gestion du projet et évincé du conseil d'administration. Devant le fiasco de l'automatisation intégrale, il est finalement décidé en urgence d'équiper les rames MPL 85 de postes de conduite provisoires afin de ne pas infliger de retard supplémentaire à la ligne D.
Le 4 septembre 1991, la ligne D est mise en service en conduite manuelle sur un parcours limité à Gorge de Loup - Grange Blanche. La section terminale jusqu'à Vénissieux reste fermée pour mettre au point les rames automatiques et le service prend fin à 20 h 30 en semaine. Au mois de juillet 1992, la ligne est fermée pour la mise en place de MAGGALY et les rames automatiques circulent le 31 juillet 1992. Les rames équipées de postes de conduite sont transformées et opérationnelles le 11 décembre 1992, date à laquelle la ligne est prolongée jusqu'à Gare de Vénisseux.

## Extension et évolution du réseau (depuis 1992)

### Les extensions du réseau
Une fois la ligne D inaugurée, les élus décident de son extension à l'ouest de Gorge de Loup à la gare de Vaise. Le projet est déclaré d'utilité publique le 26 décembre 1991. Le tracé qui comporte deux nouvelles stations, Valmy et Gare de Vaise, prévoit de nouveau un ouvrage bitube foré à l'aide d'un tunnelier. Le percement débute à l'été 1993. Le tunnelier va, une fois de plus, rencontrer de grandes difficultés en raison de la composition hétéroclite du sous-sol. Le chantier est également retardé par des découvertes archéologiques à la station Valmy. Le deuxième tube n'est achevé que le 7 mars 1995. L'ouverture de ce tronçon a finalement lieu le 28 avril 1997.
En 1996, il est décidé de prolonger la ligne B depuis Jean Macé jusqu'au quartier de Gerland et son stade, avec trois nouvelles stations. Des réserves pour une éventuelle station Lortet sont prévues entre les stations Jean Macé et Place Jean Jaurès. Les travaux sont principalement réalisés à ciel ouvert sous l'avenue Jean Jaurès. L'extension à Stade de Gerland est opérationnelle le 4 septembre 2000.
En 2002, le SyTRAL étudie une première extension de la ligne A de son terminus Laurent Bonnevay - Astroballe jusqu'à La Soie, à Vaulx-en-Velin. Ce projet est motivé par la transformation du Chemin de fer de l'Est lyonnais (CFEL) en tramway et doit permette la correspondance avec les futures lignes T3 (LEA) et Rhônexpress (LESLYS). La déclaration d'utilité publique intervient fin 2004. Les travaux sont limités puisque la section nouvelle tire parti du raccordement déjà existant entre Laurent Bonnevay et les ateliers de la Poudrette. La voie d'accès aux ateliers est déplacée à cette occasion. La nouvelle station La Soie, construite en tranchée couverte, est mise en service le 1er octobre 2007.
Le dernier prolongement en date, celui de la ligne B de Gerland à la gare d'Oullins, est décidé par le SYTRAL en 2006. Il prévoit une traversée sous-fluviale du Rhône et la création de la nouvelle station Gare d'Oullins, laquelle doit offrir une correspondance avec les trains régionaux. Une éventuelle station intermédiaire, Plaine des Jeux, est réservée à Gerland. La déclaration d'utilité publique a lieu le 28 juillet 2008. Le tunnelier commence sa course sur la rive gauche le 27 septembre 2010 et atteint l'arrière-gare du futur terminus, sur la commune d'Oullins, le 23 avril 2011. Le prolongement est mis en service le 11 décembre 2013.

### Renouvellement du matériel et automatisation de la ligne B
La modernisation du matériel roulant s'impose dès les années 1990 pour faire face au succès croissant du métro lyonnais. En 1997, les MPL 75 des lignes A et B connaissent une première rénovation et se dotent de nouvelles banquettes bleu clair. Une opération semblable est menée sur les MCL 80 de la ligne C en 2009. La livrée orange d'origine de ces deux séries laisse sa place à une livrée blanc et rouge aux couleurs du SyTRAL. Une seconde rénovation des MPL 75 est entamée en 2011 et remplace les banquettes transversales par des banquettes latérales rouges qui libèrent de la place au centre la rame. Entre 2015 et 2018, les MPL 85 sont également rénovés et perdent à leur tour leur livrée orange.
L'idée d'automatiser intégralement la ligne B émerge au cours des années 2010. L'opération doit permettre d'augmenter le débit de la ligne, en lien avec son extension au sud de la métropole, et intervient concomitamment avec le renouvellement du matériel roulant. Elle offre également l'intérêt de fluidifier le trafic au terminus de Charpennes, doté d'une seule voie et d'un quai uniques qui limitent la capacité de la ligne. L'automatisation, qui doit s'étaler de 2020 à 2023, s'accompagne de la livraison d'un nouveau matériel roulant sans conducteur, le MPL 16. Les MPL 75 de la ligne B sont alors mutés sur la ligne A pour augmenter sa fréquence. Le MPL 16 doit également être déployé sur la ligne D afin de compléter les MPL 85 et d'augmenter sa capacité en permettant la circulation de rames en unités multiples.

### Une ligne E en question
L'idée d'un cinquième ligne de métro complétant la desserte de l'agglomération lyonnaise émerge lors des élections municipales de 2014. Le candidat de l'UMP, Michel Harvard, défend alors une ligne est-ouest permettant une liaison directe entre la Presqu'île et la Part-Dieu. Le maire socialiste sortant, Gérard Collomb, propose quant à lui une ligne desservant le 5e arrondissement et reliant la Pesqu'île à Tassin-la-Demi-Lune. Une fois réélu, Gérard Collomb commande au SyTRAL la réalisation d'une étude sur le projet de 5e ligne.
L'étude du SyTRAL démontre la faisabilité du métro sur cet axe et retient l'hypothèse d'un métro sur pneu pour pouvoir franchir des rampes de l'ordre de 10 %, nécessaires en raison des très fortes déclivités rencontrées sur la plateau du Trion. La concertation se tient du 4 mars au 6 mai 2019 et met en balance deux scénarios : Alaï - Hôtel de Ville par Saint-Jean ou Alaï - Bellecour. À l'issue de la concertation, c'est le second tracé qui est retenu. L'idée d'une ligne reliant la presqu'île à la Part-Dieu est également de nouveau défendue par les citoyens et les élus de l'est lyonnais. Le SyTRAL intègre donc à son programme l'étude d'une extension de la ligne E de Bellecour à Part-Dieu afin de former une transversale est-ouest. Une extension à l'ouest, jusqu'à Craponne, est également évoquée.
L'élection municipale et métropolitaine de 2020 vient cependant bouleverser le projet de ligne E. Le maire sortant, Gérard Collomb, est battu et la mairie est remportée par le candidat écologiste Grégory Doucet. Si celui-ci ne remet pas en cause frontalement le projet de ligne E, il annonce vouloir se concentrer sur le développement du tramway et souhaite étudier d'autres extensions du métro. La nouvelle ligne est également mise en balance avec un projet de téléphérique urbain. Le projet fait donc l'objet de rumeurs sur un éventuel abandon, tandis que les élus de l'ouest lyonnais se mobilisent pour défendre le projet de ligne E.